# Tillandsia subulifera
Tillandsia subulifera är en gräsväxtart som beskrevs av Carl Christian Mez. Tillandsia subulifera ingår i släktet Tillandsia och familjen Bromeliaceae. Inga underarter finns listade i Catalogue of Life.